# Nelson Pizarro Contador
Nelson Pizarro Contador (Illapel, 1 de febrero de 1941) es un ingeniero civil, ejecutivo y consultor chileno. Es el expresidente ejecutivo de Codelco.

## Biografía
A los 25 años, una vez egresado de Ingeniería Civil en Minas de la Universidad de Chile (1965), ingresó inmediatamente a la carbonífera Lota Schwager, donde permaneció hasta 1970. Del carbón pasó a Cemento Melón, donde estuvo hasta 1973, y después aterrizó en la Compañía Minera Disputada Las Condes -hoy Los Bronces-, donde estaría por 17 años.
En 1990, Pizarro llegó a Codelco, específicamente a la División Andina y en los cuatro años que trabajó allí, alcanzó el cargo de gerente general, cargo que también ocupó en la División Chuquicamata por un periodo de tres años. En diciembre de 1997, a los 55 años, su carrera lo llevó al holding minero del Grupo Luksic durante cinco años (gobierno de Eduardo Frei Ruiz-Tagle[1994-2000]), en los que ascendió a gerente general de Minera Los Pelambres y luego a vicepresidente del holding Antofagasta Minerals. En febrero de 2003(gobierno de Ricardo Lagos[2000-2006]) regresó a Codelco como Vicepresiente Corporativo de la División Codelco Norte, hasta el año 2006 en que asume como Presidente Ejecutivo y Gerente General de SCM Minera Lumina Copper Chile y como Director de Antofagasta PLC(gobierno de Michelle Bachelet [2006-2010]). Pizarro asumió en julio de 2014 la presidencia ejecutiva de Codelco (gobierno de Michelle Bachelet [2014-2017], lugar al que llegó de la mano con Óscar Landerretche, quien fue nombrado por la Presidenta Michelle Bachelet como presidente del directorio de la estatal. Dejó el cargo el año 2019, sucedido por Octavio Araneda. Ha sido Docente de la Universidad de Chile.

## Distinciones
- Miembro Vitalicio del Colegio de Ingenieros de Chile A.G.

- Premio “Minero destacado y exitoso en su gestión”, por el Instituto de Ingenieros de Minas de Chile (2016)

- Premio “Fernando Riveri a la Creación de Valor en la Industria Minera” versión 2014

- "Premio Fundadores IST 2012", otorgado en el XII Encuentro Empresarial 2012

- Premio “Persona Natural” - ALASEHT 2002

- Premio “Profesional Distinguido en el Área de Seguridad” (2000) otorgado por el Sernageomin.

- Premio “Medalla al Mérito 1996” del Instituto de Ingenieros de Minas de Chile.
- Premio “Al Ingeniero por Acciones Distinguidas 1995”, otorgado por el Instituto de Ingenieros de Chile.

## Otras Actividades
- Presidente de XIII Congreso Internacional EXPOMIN 2014.
- Presidente de Clúster Minero de Atacama 2011 – 2013.
- Presidente Comisión Organizadora de Exhibición Internacional y Rueda de Negocios para la Región de Atacama – ATEXPO 2012 y 2013.
- Presidente Comisión organizadora de FIMAT – Feria Industrial Minera de Atacama y Rueda de Negocios 2011.
- Miembro del Colegio de Ingenieros de Chile (Registro N° 6899-3).
- Miembro del Instituto de Ingenieros de Minas de Chile.
- Expositor (“Key Speaker”) en numerosas Conferencias, Seminarios, Talleres y eventos, principalmente relacionados con la minería, tanto en Chile como en el exterior.